# Mordechai Nurock

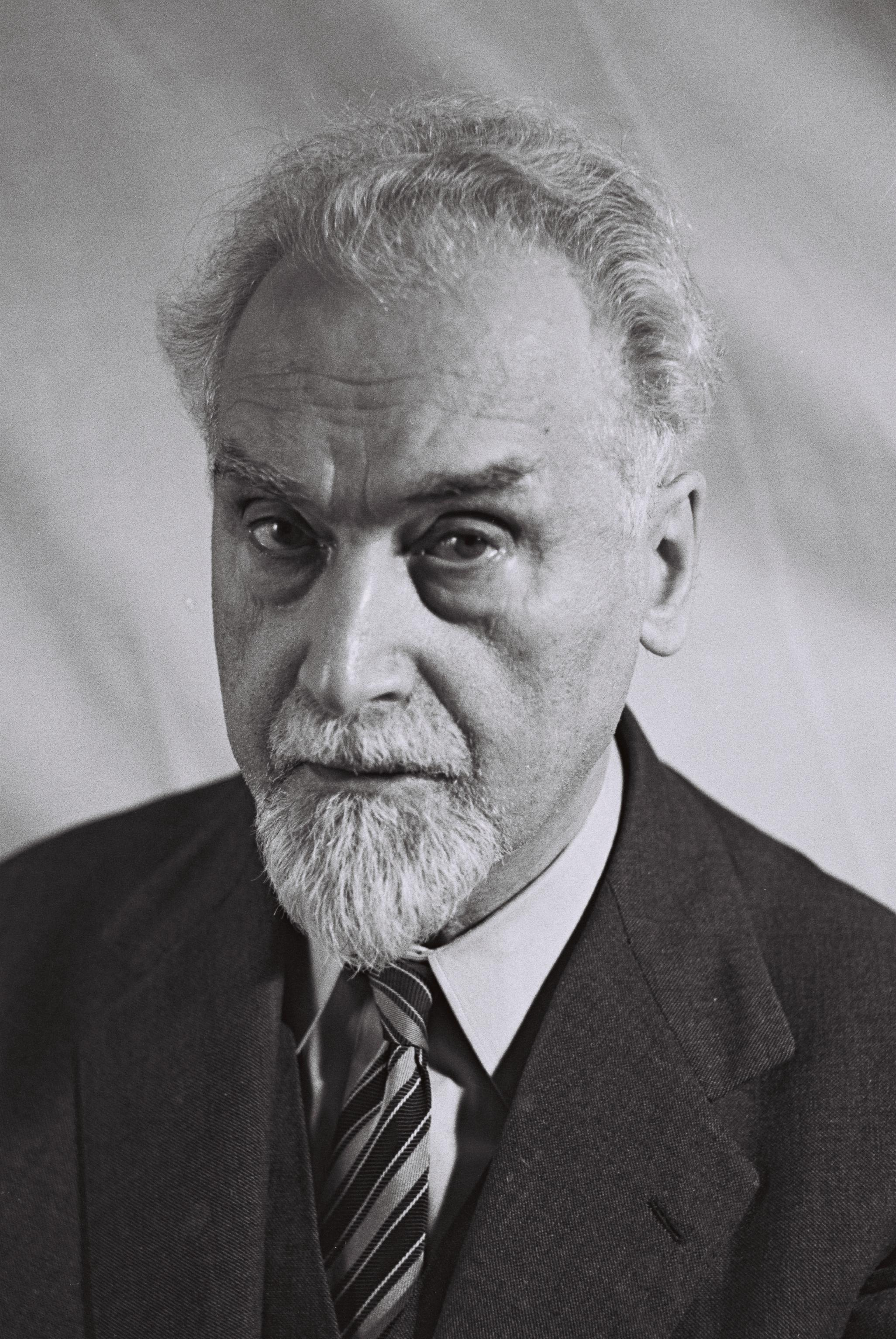
Mordechai Nurock, 1951

Mordechai Nurock (hebräisch מרדכי נורוק; * 7. November 1884 in Tukums, Gouvernement Kurland als Markus Nurock; † 8. November 1962 in Tel-Aviv, Israel) war ein jüdischer Politiker, der im lettischen Parlament Saeima und in der israelischen Knesset Abgeordneter und Ende 1952 Israels erster Postminister war.

## Leben
Der im kurländischen Tukums geborene Nurock besuchte Universitäten in Russland, Deutschland und der Schweiz. Er promovierte in Philosophie und wurde als Rabbiner ordiniert. 1913 trat er die Nachfolge seines verstorbenen Vaters Zvi Hirsch Nurock als Rabbiner von Jelgava an; 1915 ging er nach Russland. Als Zionist war er 1903 Delegierter des sechsten zionistischen Kongresses in Basel und unterstützte jüdische Flüchtlinge während des Ersten Weltkriegs. Nurock trat dem All-Russischen Jüdischen Komitee bei und gründete eine religiöse Gruppierung namens „Tradition und Freiheit“.
1921 kehrte er ins mittlerweile unabhängig gewordene Lettland zurück. Bei den Parlamentswahlen 1923 wurde er für die zionistisch-religiöse Partei (lettisch: Cionistu organizācija „Mizrahi“), den lettischen Zweig der Misrachi-Bewegung, in die Saeima gewählt und leitete dort die Fraktion der Minderheiten. Er hatte seinen Parlamentssitz bis zur Auflösung des Parlaments 1934 inne. Er galt als einer der führenden jüdischen Politiker Lettlands. Nach der ersten Besetzung Lettlands durch die Sowjetunion 1940 wurde Nurock wegen seiner zionistischen Aktivitäten nach Turkmenistan deportiert. Seine Frau und seine beiden Kinder wurden im Holocaust umgebracht. Nurock wanderte 1947 nach Palästina aus.
Unmittelbar nach seiner Alija ging er in die Politik und trat der Misrachi bei. 1949 wurde Mordechai Nurock auf dem Wahlzettel der Vereinigten religiösen Front, einer aus Misrachi, HaPo’el haMisrachi, Agudat Jisra’el und Poalei Agudat Jisra’el bestehenden Wahlverbindung, in die erste Knesset gewählt. 1951 wurde er wiedergewählt und am 3. November 1952 im Kabinett von David Ben-Gurion zum ersten israelischen Postminister ernannt. Bei der Präsidentenwahl im Dezember 1952, die nach dem Tod des ersten israelischen Präsidenten Chaim Weizmann nötig geworden war, kandidierte Nurock. Er unterlag jedoch dem Kandidaten der Mapai, Yitzhak Ben-Zvi. Kurz darauf zerbrach die Koalitionsregierung und wurde am 24. Dezember 1952 von einer neuen abgelöst, an der sich Nurocks Misrachi nicht mehr beteiligte. Dadurch verlor er sein Ministeramt. Mordechai Nurock wurde 1955 (Misrachi war in der Zwischenzeit in der Nationalreligiösen Partei aufgegangen), 1959 und 1961 erneut in die Knesset gewählt. Er behielt seinen Parlamentssitz bis zu seinem Tod am 8. November 1962. Sein Nachfolger wurde Shalom-Avraham Shaki.